# Обровац (Республика Сербская)
Обровац (серб. Обровац / Obrovac) — село в общине Баня-Лука Республики Сербской Боснии и Герцеговины. Население составляет 499 человек по переписи 2013 года.